# Xironogiton fordi
Xironogiton fordi är en ringmaskart som beskrevs av Holt 1974. Xironogiton fordi ingår i släktet Xironogiton och familjen kräftmaskar. Inga underarter finns listade i Catalogue of Life.